# Ward Coucke
Pour les articles homonymes, voir Coucke.
Ward Coucke est un joueur de volley-ball belge. Il mesure 1,95 m et joue réceptionneur-attaquant.

## Clubs
| Club                | De        | À         |
| ------------------- | --------- | --------- |
| VC Kuros Zulte      | 2000-2001 | 2004-2005 |
| Duvel Puurs         | 2005-2006 | 2005-2006 |
| Knack Roeselare     | 2006-2007 | 2006-2007 |
| Euphony Asse-Lennik | 2007-2008 | 2007-2008 |
| Narbonne Volley     | 2008-2009 | 2008-2009 |
| Prefaxis Menen      | 2009-2010 | 2011-2012 |
| Tourcoing LM        | 2012-2013 | 2012-2013 |
| VBC Waremme         | 2013-2014 | 2013-2014 |

## Palmarès
- Championnat de Belgique (1)
  - Vainqueur : 2007
- Championnat de Belgique de beach-volley (7)
  - Vainqueur : 2002, 2003, 2006, 2007, 2010, 2011, 2012, 2013